# راکوئل زیمرمن
راکوئل زیمرمن (به انگلیسی: Raquel Zimmermann) (زاده ۶ می ۱۹۸۳) مدل برزیلی است.